# Roland Robertson
Roland Robertson (né en 1938) est un sociologue britannique. 

## Apports
Ses travaux ont notamment porté sur les religions, la globalisation (et la glocalisation) ainsi que la modernité.

## Publications
- Roland Robertson, Didem Buhari-Gulmez (ed), Global culture : consciousness and connectivity, Farnham, Ashgate, cop. 2016.
- Roland Robertson et Kathleen M. White, Globality and Modernity, Londres, Sage Publications, 2002.
- „Glokalisierung: Homogenität und Heterogenität in Raum und Zeit“, dans Ulrich Beck (coord,): Perspektiven der Weltgesellschaft, Francfort, Suhrkamp, 1998, p. 192–220.
- Globalization: Social Theory and Global Culture, Londres, Sage Publications, 1992.
- Roland Robertson et William R Garrett (coord.), Religion and Global Order, New York, Paragon House, 1991.

## Voir également